# 宝腾X70
宝腾X70（英語：Proton X70）是马来西亚汽车制造商寶騰生产的一款紧凑型跨界SUV。该车以C-segment SUV的形式上市。宝腾X70于2018年12月12日在吉隆坡会展中心正式推介。
2022年6月9日，宝腾汽车推介全新的2022年X70。新款的X70不仅增添了更多样式共消费者选择，同时也配备了1.5升TGDi涡轮增压缸内燃油直喷发动机。